# (539) Памина
(539) Памина (нем. Pamina) — астероид главного пояса, который принадлежит к спектральному классу C. Он был открыт 2 августа 1904 года немецким астрономом Максом Вольфом в Обсерватории Хайдельберг-Кёнигштуль и назван в честь героини оперы Вольфганга Амадея Моцарта «Волшебная флейта».